# Aloe aageodonta
Aloe aageodonta (укр. Алое аагеодонта, Алое жорсткозубчате)  — сукулентна рослина роду алое.

## Етимологія
Видова назва означає «з жорсткими зубами», від грец. aages — жорсткий, odous, odontus — зуби.

## Біологічна характеристика
Багаторічний чагарник, розгалужений від основи, формує групи до 3 м в діаметрі; гілки стоячі до 1 м заввишки, або лежачі до 2 м завдовжки.

## Місця зростання
Росте в Кенії, в Східній провінції. 

## Умови зростання
Росте серед порід на лісових галявинах або на краю заростей, як правило, в тіні на висоті 960-1250 м над рівнем моря.

## Умови утримування
Посухостійка рослина. Мінімальна температура — + 10 °C. Надає перевагу сонячним місцям або легкій тіні.